# Ceferino Namuncurá
Ceferino Namuncurá (26. srpna 1886, Chimpay – 11. května 1905, Řím) byl argentinský římský katolík a student. Katolická církev jej uctívá jako blahoslaveného.

## Život

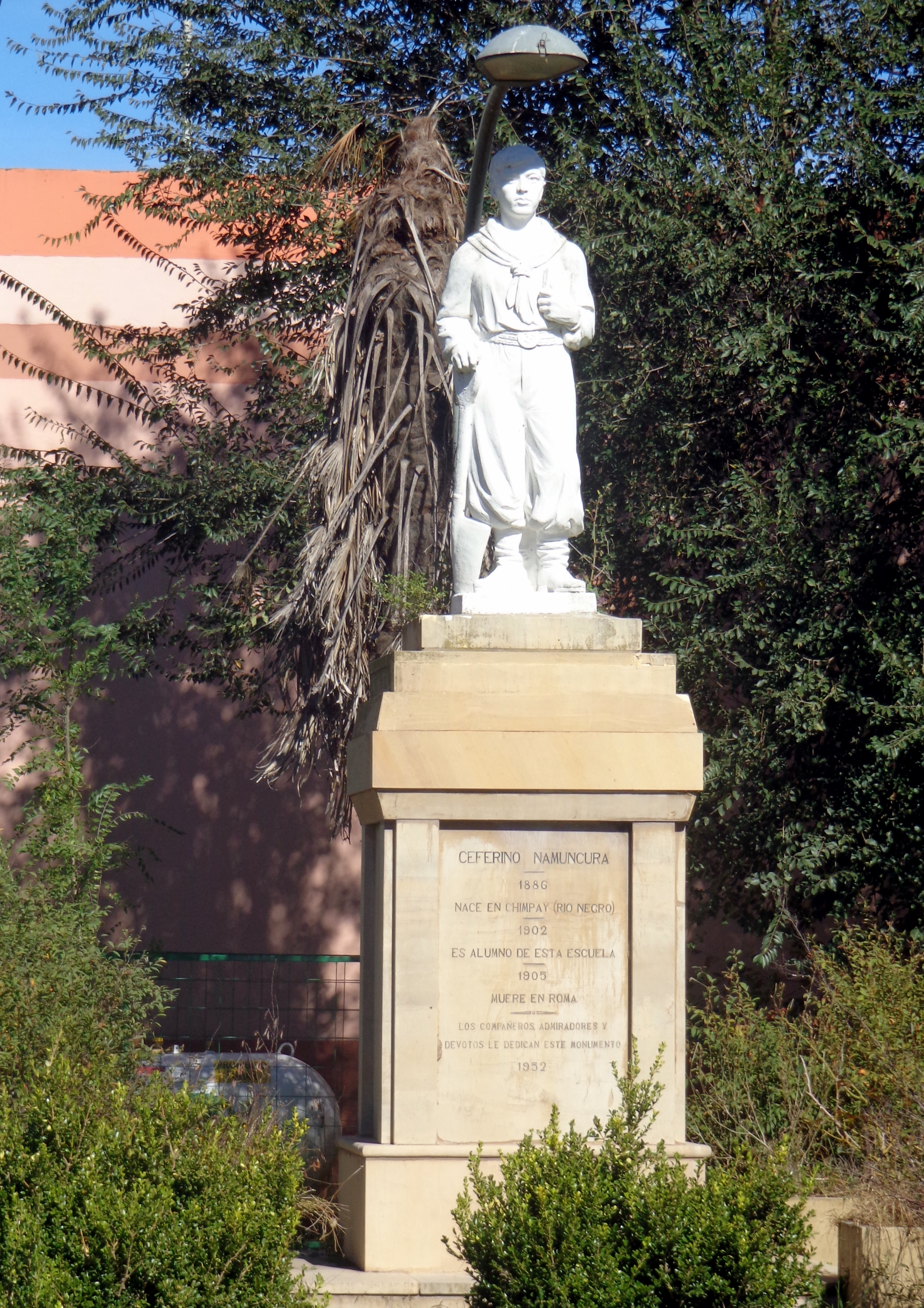
Jeho socha v Cañuelas

Narodil se dne 26. srpna 1886 v Chimpay, malém městě při řece Río Negro v provincii Río Negro. Byl jedním ze synů Manuela Namuncuráho, pocházejícího z etnika Mapučů, který velel jako kasik mapučským silám proti Argentinské armádě v čele s Juliem Argentinem Rocem během tzv. dobývání pouště. Jeho matka byla chilská zajatkyně Rosario Burgos. Jeho děd z otcovy strany Calfucura byl náčelník Mapučů. Dne 24. prosince 1887 byl pokřtěn salesiánským misijním knězem Domingem Milanesim. Dětství prožil ve svém rodném městě.

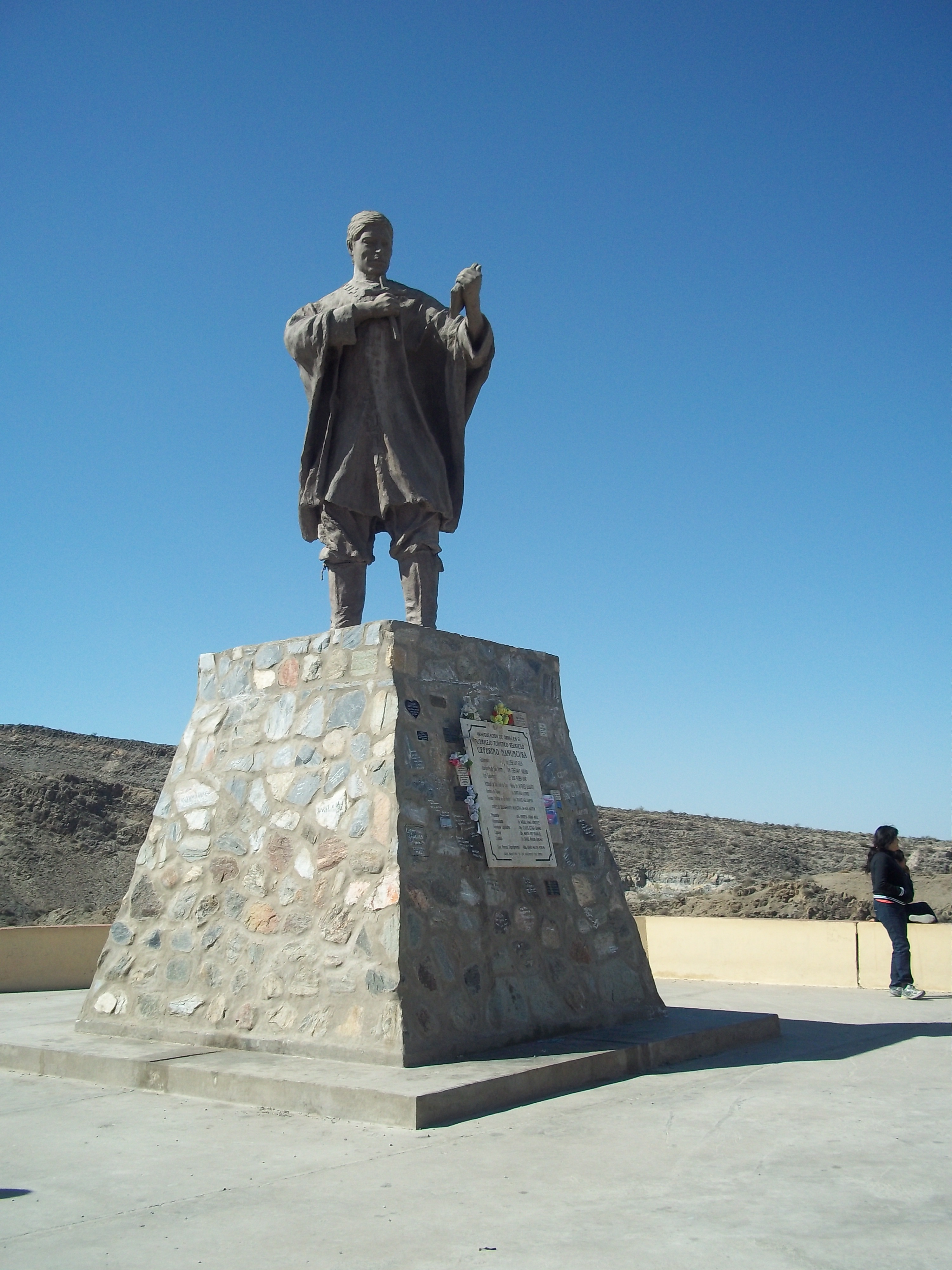
Jeho socha v departementu San Martín

Studoval v Buenos Aires. Generál Luis Maria Campos, který se znal s jeho otcem, mu umožnil učit se tesařství v dílnách argentinského námořnictva v Tigre. Nebylo s ním zde dobře zacházeno (byl zde jediným indiánem) a zůstal zde pouze tři měsíce, než onemocněl. Na doporučení bývalého argentinského prezidenta Luise Sáenze Peña jej otec poslal na studia k salesiánům.
Dne 20. září 1897 odešel studovat k salesiánům na Colegio Pío IX v Almagru, kde měl byt na internátu. Učil se španělský jazyk a katechismus. Byl dobrým studentem a působil zde také jako sborový hudebník. Bavilo ho studium a sport, kdy svým spolužákům např. učil lukostřelbě. Od 2. dubna 1901 zde ve sboru zpíval spolu s budoucím legendárním zpěvákem Carlosem Gardelem.
Dne 8. září 1898 přijal své první svaté přijímání a dne 5. listopadu 1899 svátost biřmování z rukou biskupa ze Salta monsignora Gregoria Romera v kostele sv. Karla v Buenos Aires. Během studia se rozhodl stát salesiánským knězem.
Počátkem roku 1902 se jeho zdravotní stav zhoršil, kdy mu byla zjištěna tuberkulóza. Biskup a apoštolský vikář Severní Patagonie monsignor Juan Cagliero, který byl bývalým žákem sv. Jana Bosca, se jej poslal do Viedmy v naději, že mu venkovský vzduch pomůže zlepšit zdravotní stav. Počátkem roku 1903 zahájil na škole San Francisco de Sales ve Viedmě svá středoškolská studia. V té době se o jeho zdraví staral kněz Evasio Garrone spolu se zdravotním bratrem sv. Artémidesm Zattim. Dne 19. července 1904, ve věku 17 let, jej monsignor Juan Cagliero poslal do Turína v Itálii, neboť se domníval, že se zde zotaví a bude se moci připravovat na kněžství.
Studoval poté na salesiánské škole Villa Sora ve Frascati v Římě. V té době se pravidelně stýkal s představeným salesiánů bl. Michaelem Rúou. Dne 27. září 1904 navštívil spolu s monsignorem Juanem Caglierema a dalšími salesiány papeže sv. Pia X. Před papežem měl také krátkou promluvu.
V březnu roku 1905 se jeho nemoc zhoršila, načež byl hospitalizován v nemocnici Fatebenefratelli v Římě. Zde dne 11. května 1905 na plicní tuberkulózu zemřel.

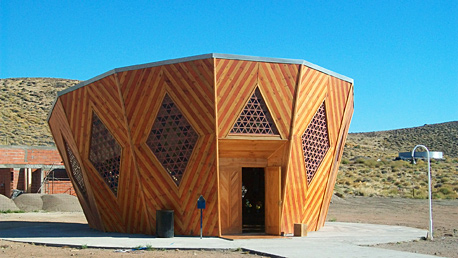
Jeho pohřební kaple v osadě San Ignacio v departementu Huiliches

Pohřben byl na hřbitově Campo Verano v Římě. Roku 1924 byly jeho ostatky přeneseny do Argentiny a uloženy v kapli ve Fortín Mercedes v jižní části provincie Buenos Aires. Roku 1992 byly jeho ostatky přeneseny z malé kaple do prostornější svatyně Panny Marie Pomocnice křesťanů, taktéž ve Fortín Mercedes. Roku 2009 pak byly jeho tělesné pozůstatky na jeho příbuznými uloženy do pro tento účel zbudované kaple v jejich usedlosti San Ignacio v departementu Huiliches (provincie Neuquén), asi 60 km od Junínu de los Andes.

## Úcta
Jeho beatifikační proces započal dne 3. března 1957, čímž obdržel titul služebník Boží. Dne 22. června 1972 jej papež sv. Pavel VI. podepsáním dekretu o jeho hrdinských ctnostech prohlásil za ctihodného. Dne 6. července 2007 byl uznán zázrak na jeho přímluvu, potřebný pro jeho blahořečení.
Blahořečen pak byl dne 11. listopadu 2007 v po něm pojmenovaném parku v jeho rodném Chimpay. Obřadu předsedal jménem papeže Benedikta XVI. kardinál Tarcisio Bertone. Jednalo se o první beatifikaci jihoamerického domorodého obyvatele.
Jeho památka je připomínána 26. srpna.